# Biophytum insigne
Biophytum insigne là một loài thực vật có hoa trong họ Chua me đất. Loài này được Gamble mô tả khoa học đầu tiên năm 1921.